# Pantuflas papales

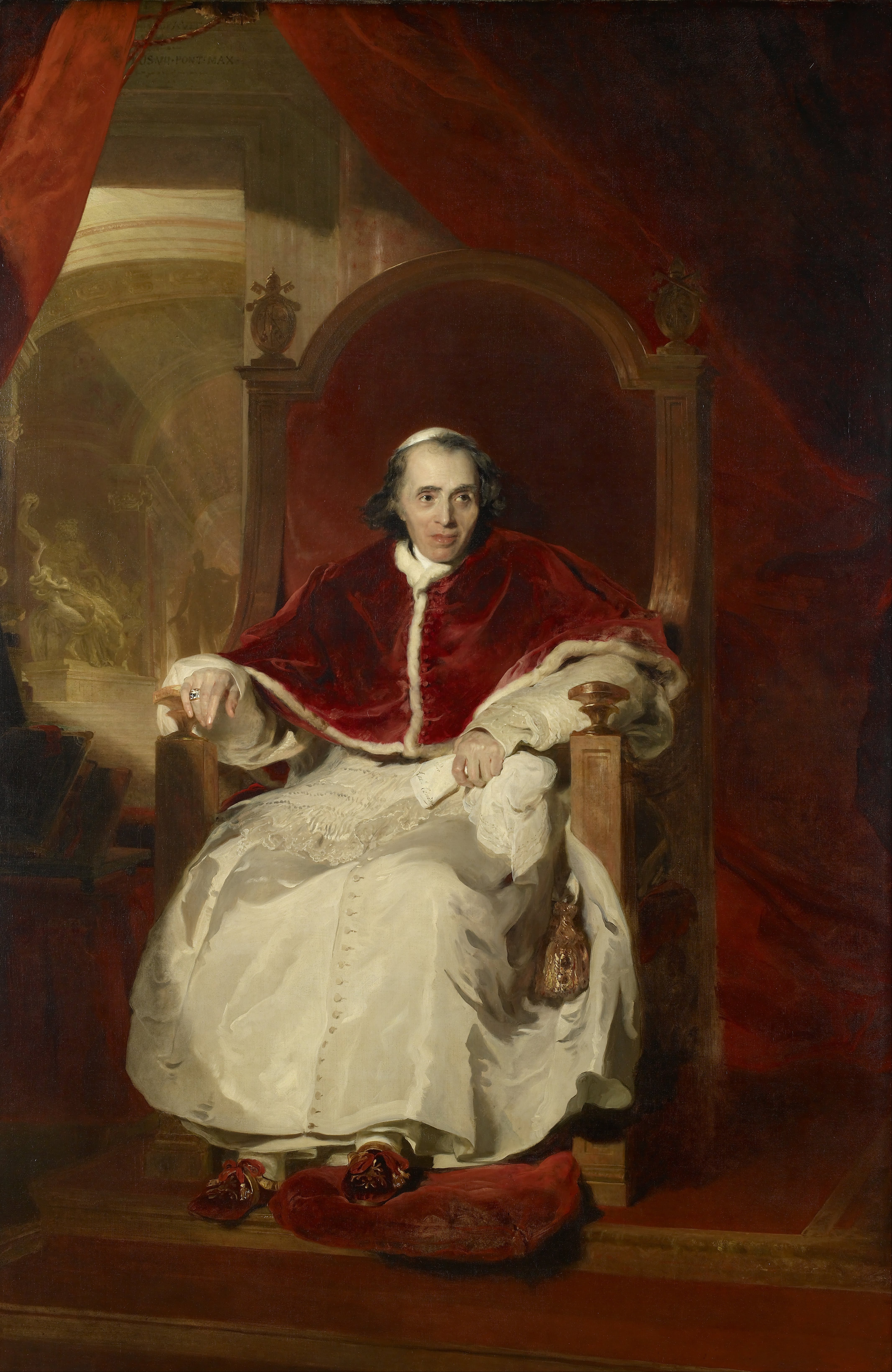
Retrato del papa Pío VII con pantuflas papales (1819, Thomas Lawrence, Royal Collection, Windsor).

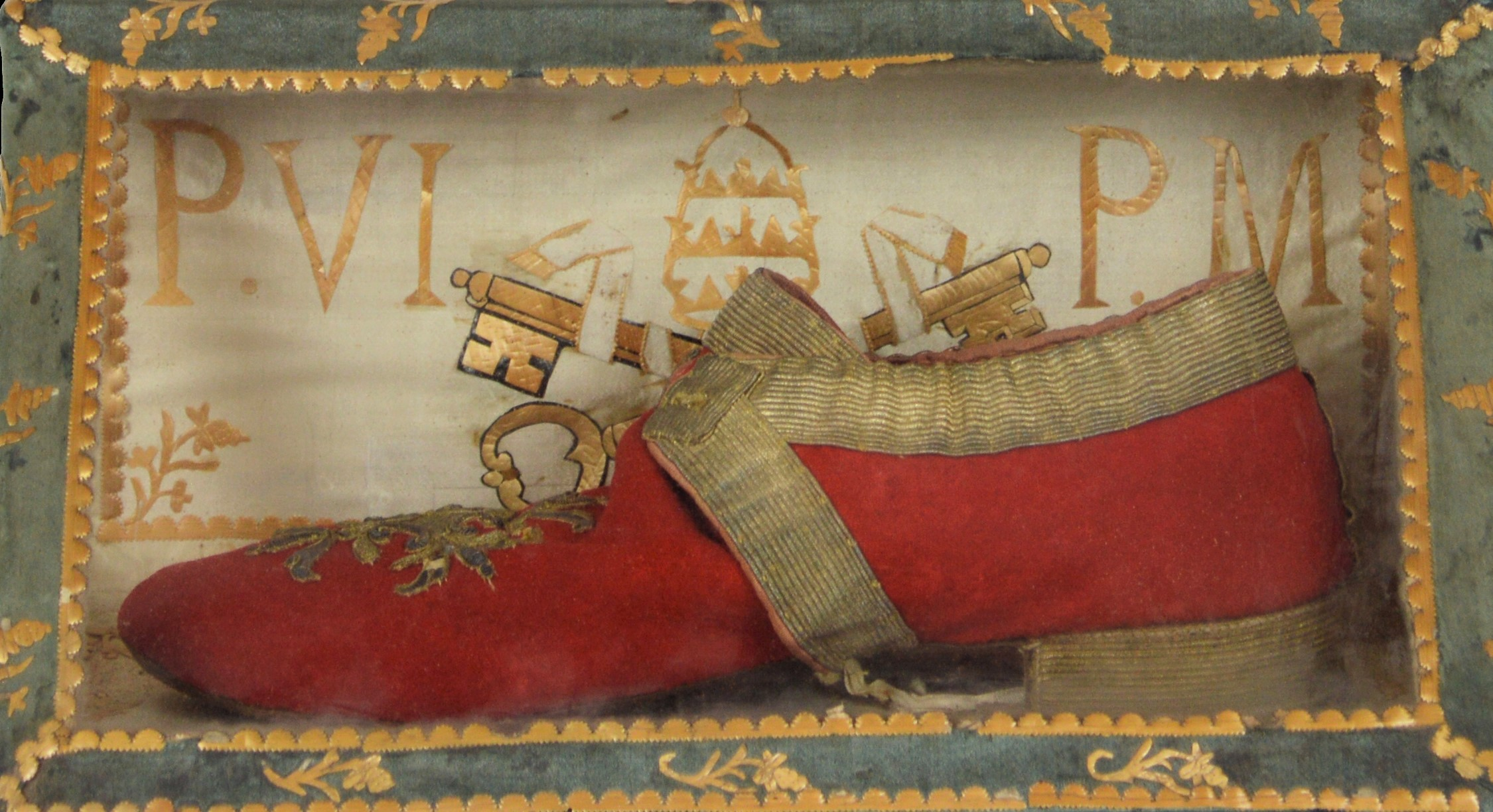
Pantufla pontificia de Pío VI en el Museo Cappuccini Firenze.

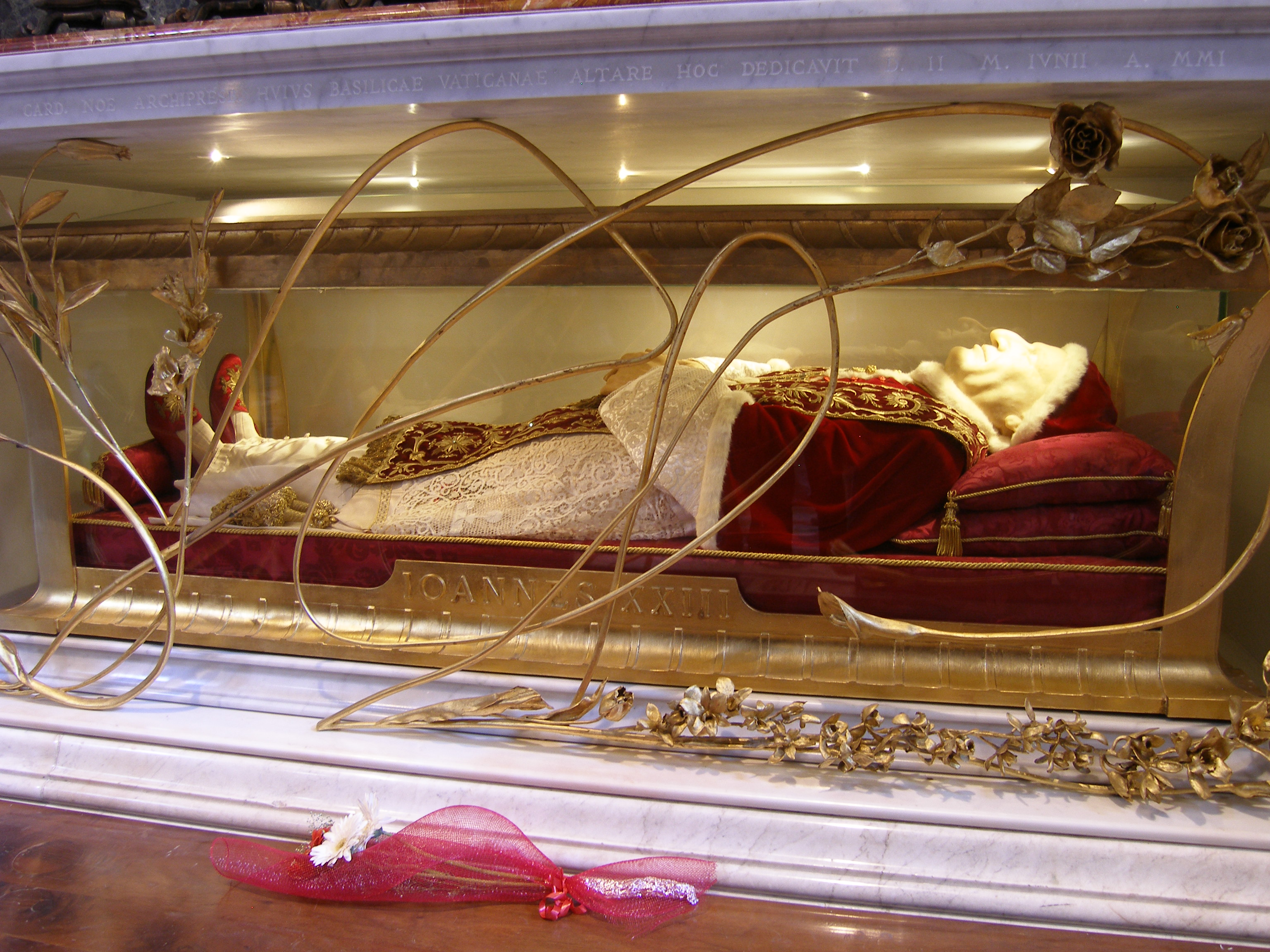
Sarcófago de cristal del papa Juan XXIII en la Basílica de San Pedro.

Las pantuflas papales (en italiano: pantofole papali) son un calzado usado históricamente por el papa. Las pantuflas papales eran una especie de sandalias episcopales usadas por los obispos. Sin embargo, a diferencia de las sandalias episcopales (raramente vistas) que cambian según el color litúrgico, las pantuflas papales siempre eran rojas.
Las pantuflas papales, generalmente elaboradas, estaban hechas a mano con satén rojo, seda roja e hilo de oro; presentaban una cruz bordada adornada con rubíes y las suelas eran de cuero. Hasta la primera mitad del siglo XX, era costumbre que los peregrinos que tenían audiencia con el papa se arrodillaran y besaran una de sus pantuflas.
El papa tradicionalmente usaba las pantuflas dentro de los Apartamentos Papales, mientras que los zapatos papales de cuero rojo se usaban en el exterior. El papa Pablo VI suspendió el uso de las pantuflas papales, pero continuó usando los zapatos papales rojos para exteriores, que fueron abandonados por el papa Juan Pablo II en favor de zapatos para caminar de cuero marrón cordobán hechos en su Polonia natal.
El papa Benedicto XVI restableció el uso de los zapatos papales rojos de exterior, similares a los que usaba Pablo VI. Sin embargo, al parecer las pantuflas papales no fueron restauradas, ya que las fotografías de Benedicto lo muestran usando zapatos rojos incluso dentro de los confines del Vaticano.